# Hárrison Henao
Hárrison Steve Henao Hurtado (Bello, 19 febbraio 1987) è un ex calciatore colombiano, di ruolo centrocampista.

## Carriera

### Club
Ha giocato nella massima serie dei campionati colombiano e nordamericano (statunitense).

## Palmarès

### Club

#### Competizioni nazionali
- Campionato colombiano: 1

Once Caldas: 2010-II